# Mangora chiguaza
Mangora chiguaza là một loài nhện trong họ Araneidae.
Loài này thuộc chi Mangora. Mangora chiguaza được Herbert Walter Levi miêu tả năm 2007.